# Munkbron 17

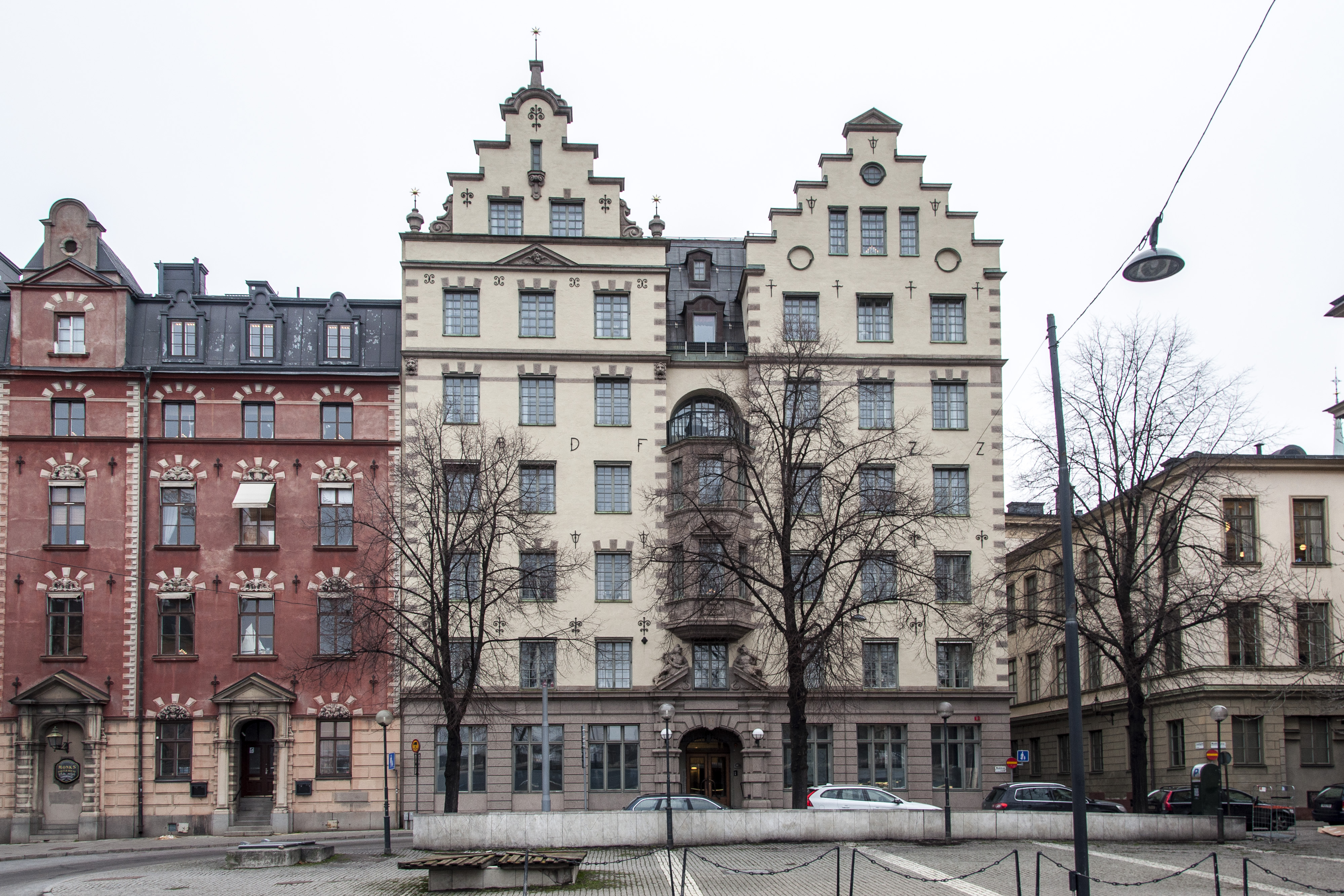
Munkbron 17, bredvid det Petersenska huset.

Munkbron 17 är adressen för den byggnad i Gamla stan i Stockholm som restes 1921–1922 i kvarteret Aurora för Lifförsäkrings AB De Förenade.
Byggnaden ritades av arkitekten Erik Josephson. Dess arkitektur tar upp formerna i 1600-tals huset mot Lilla Nygatan 4. Flyglarna till det äldre huset, som kallats Karin Bååts hus, revs inför försäkringsbolagets bygge. Mot Munkbron reser sig två något varierade trappgavlar. Murytorna år slammade och dekorerade med ankarslutar, bland annat i form av bolagets initialer och byggnadsår. Huset uppvisar en kraftig materialverkan, och mot murytorna kontrasterar hörnkedjor och ett burspråk i granit. I likhet exempelvis Schantzska huset vid Stortorget flankeras porten av två liggande romerska krigare.
Idag innehåller huset lokaler och bostäder för Riksdagen.